# Bloodletting
Bloodletting – album studyjny amerykańskiej grupy muzycznej Overkill.

## Lista utworów
Opracowano na podstawie materiału źródłowego.
1. "Thunderhead" (D.D. Verni, Bobby "Blitz" Ellsworth) - 5:39
2. "Bleed Me" (D.D. Verni, Bobby "Blitz" Ellsworth) - 4:30
3. "What I'm Missin'" (D.D. Verni, Bobby "Blitz" Ellsworth) - 4:36
4. "Death Comes Out to Play" (D.D. Verni, Bobby "Blitz" Ellsworth) - 5:02
5. "Let It Burn" (D.D. Verni, Bobby "Blitz" Ellsworth) - 5:18
6. "I, Hurricane" (D.D. Verni, Bobby "Blitz" Ellsworth) - 5:04
7. "Left Hand Man" (D.D. Verni, Bobby "Blitz" Ellsworth) - 6:10
8. "Blown Away" (D.D. Verni, Bobby "Blitz" Ellsworth) - 6:43
9. "My Name Is Pain" (D.D. Verni, Bobby "Blitz" Ellsworth) - 4:17
10. "Can't Kill a Dead Man" (D.D. Verni, Bobby "Blitz" Ellsworth) - 4:05

## Twórcy
Opracowano na podstawie materiału źródłowego.
| - Bobby "Blitz" Ellsworth – śpiew - D.D. Verni – gitara basowa - Dave Linsk – gitara elektryczna - Tim Mallare – perkusja | - John Montegnese – inżynieria dźwięku - John Shyloski - inżynieria dźwięku - Roger Lian – mastering - Colin Richardson – miksowanie |